# Central nuclear Arkansas Nuclear One

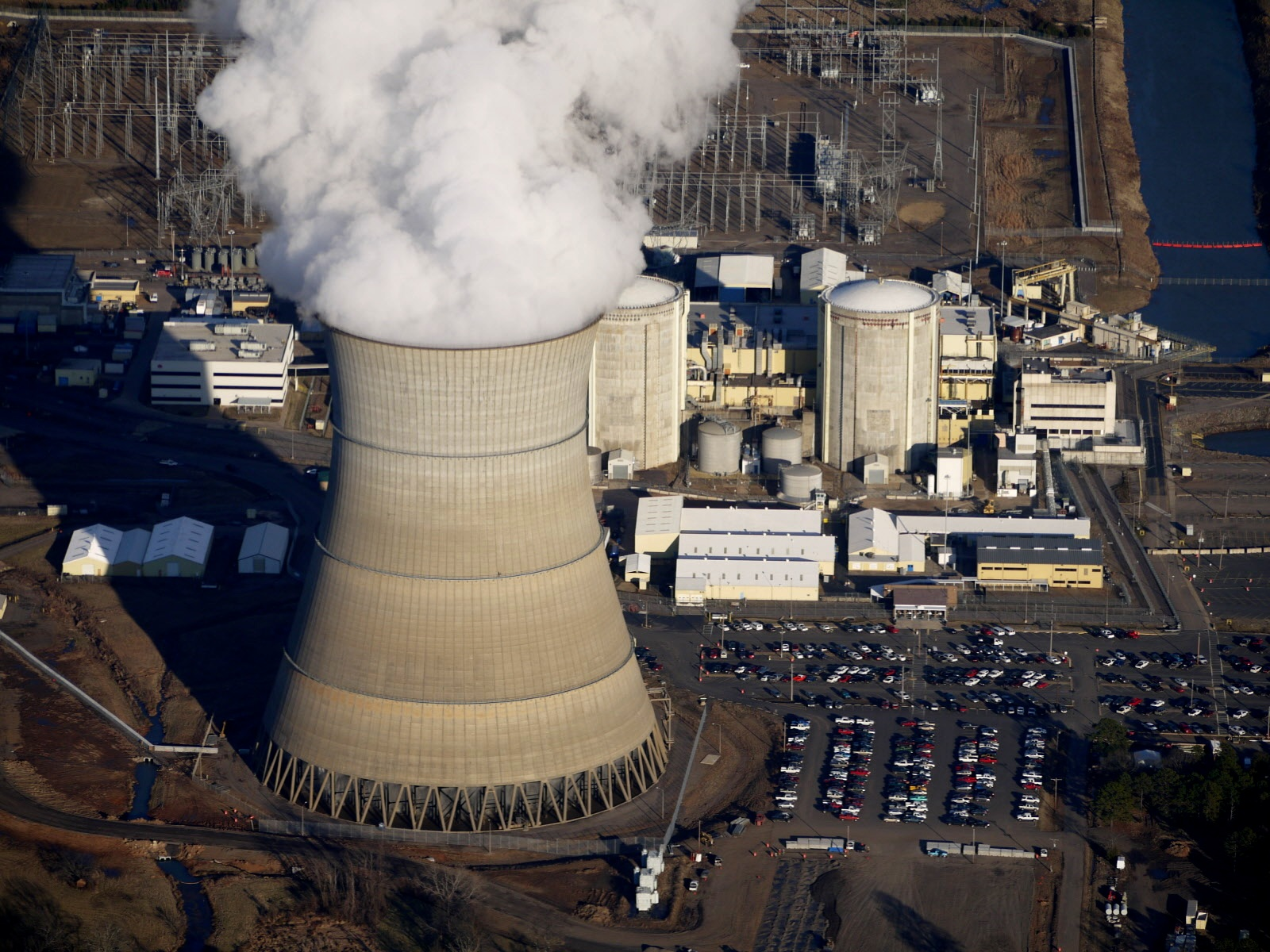
Imagen de la centrar nuclear de Arkansas

La Central Nuclear Arkansas Nuclear One (ANO) dispone de dos reactores de agua a presión, está situada en Russellville (Arkansas). Es propiedad de Entergy Nuclear que se encarga de su funcionamiento.

## Unidad 1
La Unidad 1 tiene una capacidad de generación de 846 MWe, y entró en funcionamiento el 21 de mayo de 1974. Tiene permiso para funcionar hasta el 20 de mayo de 2014. Su reactor nuclear fue suministrado por Babcock and Wilcox.

## Unidad 2
La Unidad 2 tiene una capacidad de 930 MWe, y entró en funcionamiento el 1 de septiembre de 1978. Tiene permiso para funcionar hasta el 17 de julio de 2018. Su reactor nuclear fue suministrado por Combustion Engineering.